# ILIKE.TV
iLIKE.TV è stata un'emittente televisiva italiana privata edita da Arkimedia.

## Storia
iLIKE.TV si proponeva come rete televisiva tematica dedicata a un target giovanile. Le trasmissioni sono iniziate ufficialmente via satellite il 9 gennaio 2012, anche se il canale era diffuso in modalità di test già dal 20 dicembre 2011 su una frequenza (Eutelsat 12 West A 12.5° W, DVB-S2, 12718.00 H, SDTV, 36512 5/6) in modalità free to air. La frequenza satellitare veniva memorizzata dalla piattaforma televisiva Sky sul canale 170 dei propri ricevitori.
Sul digitale terrestre, durante il primo anno di vita la copertura non era nazionale: iLIKE.TV era disponibile attraverso un consorzio di mux locali: DVB-T nel Lazio LCN 572 nel mux Tvr Voxson (UHF 21); DVB-T in Toscana LCN 646 nel mux Tvr Voxson (UHF 31); DVB-T in Abruzzo LCN 684 nel mux ATV7 (UHF 23); DVB-T in Calabria LCN 685 nel mux Telemia (UHF 21); DVB-T2 in parte dell'Italia LCN 426 nel mux Europa7 HD.
Oltre alla diffusione via etere, il canale ha consentito anche una visione in streaming delle trasmissioni tramite un accesso a Facebook: uno dei principali slogan del canale è stato infatti "La prima social TV".
Dal 27 agosto 2013, la copertura di iLIKE.TV sulla televisione terrestre diventa nazionale a tutti gli effetti: il canale è incluso nel mux TIMB 2 con LCN 230, al posto di Gardenia, grazie ad un accordo con Effe TV S.r.l. del gruppo Feltrinelli. In data 27 settembre 2013, iLIKE.TV ha abbandonato la frequenza satellitare, e dunque non è più disponibile al canale 170 di Sky, ma solo sul canale 230 del digitale terrestre.
Da agosto 2014 viene provvisoriamente attivato un secondo marchio televisivo dell'editore Arkimedia, We Share (LCN 163); in realtà a fine settembre esso diventa un semplice duplicato di iLIKE.TV ed il 9 ottobre 2014 è completato lo spostamento di iLIKE.TV sul canale 163.
Dalla mezzanotte del 1º gennaio 2015 cessa le trasmissioni sul digitale terrestre, proseguendo soltanto sul sito web fino a totale cessazione.
Dal 10 novembre 2016 torna disponibile sul digitale terrestre al canale 230 nel mux Rete A 2 un canale omonimo, ma gestito dal gruppo Gold TV con una programmazione composta solamente da televendite, successivamente chiuso il 14 dicembre 2016 e riattivato il 6 marzo 2017. Dal 5 agosto 2018 anche la versione di Gold TV di iLIKE.TV è chiusa e sostituita dalla nuova emittente Quadrifoglio TV 230, anche se l'identificativo resta invariato. Dal 31 marzo 2021 torna in onda come canale autonomo.

## Palinsesto

### Programmi TV
- 15 Minute Star
- Coppie improbabili
- Elements of Style
- I Like u
- iLIKE 105
- London Live
- Model TV
- Music StarWars
- Planet Rock Profiles
- Principesse al verde
- Rap Rush
- Ricomincio da me
- Search for a Supermodel
- Shopping Race
- Sulla mia pelle
- Sun... Sex & Suspicious Parents
- The Paper
- Fraffrog - In diretta dalla mia stanza